# Avesso
Avesso ist eine Weißweinsorte, die im Norden des portugiesischen Distrikts Porto angebaut wird, wo sie im Vinho Verde verwendet wird. Zugelassen ist sie ebenfalls in der Region Trás-os-Montes. In Portugal wurden Ende der 1990er-Jahre 471 Hektar Rebfläche erhoben. Im lokalen Dialekt heißt Avesso so viel wie Gegensatz und spielt damit auf die im Vergleich zu anderen Rebsorten der Region bessere Qualität an. Sie erbringt duftige, körperreiche Weine mit eher neutralem Geschmack. Die Sorte ist sehr wahrscheinlich mit der spanischen Rebsorte Jaén Blanco identisch.
Siehe auch den Artikel Weinbau in Portugal sowie die Liste von Rebsorten.

## Synonyme
Die Rebsorte Avesso ist auch unter den Namen Bornal, Bornao, Borracal Branco und Borral bekannt.

## Ampelographische Sortenmerkmale
In der Ampelographie wird der Habitus folgendermaßen beschrieben:
- Die Triebspitze ist offen. Sie ist nur spinnwebig behaart. Die bronzefarbenen Jungblätter sind nahezu unbehaart (Anthocyanflecken).
- Die Blätter sind fünflappig und nur leicht gebuchtet (siehe auch den Artikel Blattform). Die Stielbucht ist U-förmig offen. Das Blatt ist spitz gesägt. Die Zähne sind im Vergleich der Rebsorten mittelgroß.
- Die kegelförmige Traube ist mittelgroß. Die rundlichen oder leicht ovalen Beeren sind von gelbgrüner Farbe.

Avesso reift ca. 30 Tage nach dem Gutedel und gilt somit als spät reifend. Im Norden Portugals wird sie ab Ende September geerntet. Die wuchskräftige Sorte ist empfindlich gegen den Falschen Mehltau; der Ertrag ist eher mittelmäßig. Avesso ist eine Varietät der Edlen Weinrebe (Vitis vinifera). Sie besitzt zwittrige Blüten und ist somit selbstfruchtend. Beim Weinbau wird der ökonomische Nachteil vermieden, keinen Ertrag liefernde, männliche Pflanzen anbauen zu müssen.